# Пугин, Виталий Владимирович
Вита́лий Влади́мирович Пу́гин (19 декабря 1978) — российский футболист и футбольный тренер.

## Карьера
Играть начинал в клубе «Спартак-Телеком» из Шуи. После расформирования команды и объединения с ивановским «Текстильщиком» дальнейшую игровую карьеру провёл в клубе «Текстильщик-Телеком», играя на позиции защитника. В 2007 году уехал в костромской «Спартак». В 2010 году вернулся в Иваново. В сезоне 2011/2012 играл на новой для себя позиции — опорным полузащитником. В сезоне 2013/2014 стал тренером молодёжной команды «Текстильщик», но при этом выразил готовность помочь основной команде в качестве игрока в любой момент.
В июле 2022 года в 43 года был возвращен в состав команды в качестве футболиста. Параллельно возглавляет клуб «Родник» (Родники), выступающий в Высшей лиге Чемпионата Ивановской области по футболу. 30 июля принял участие в матче против «Знамени Труда» (3:1), выйдя на замену в компенсированное время. Тем самым, Пугин стал самым возрастным футболистом, выходившим на поле в составе «Текстильщика» за всю его историю. Сразу по окончании встречи Пугин объявил о том, что она стала для него прощальной.

## Достижения

### Командные достижения
- Победитель турнира второго дивизиона зоны «Запад»: 2006
- Бронзовый призёр второго дивизиона зоны «Запад»: 2009
- Бронзовый призёр второго дивизиона зоны «Запад»: 2011/2012
- Бронзовый призёр второго дивизиона зоны «Запад»: 2012/2013

### Личные достижения
- Лучший защитник зоны «Запад»: 2006, 2008